# باربی فریرا
باربارا سپ فریرا (زاده ۱۴ دسامبر 1996) مدل و بازیگر آمریکایی است. او بیشتر برای بازی در نقش کت هرناندز در سریال سرخوشی از شبکه اچ‌بی‌او (۲۰۱۹–۲۰۲۲) شناخته شده‌است.

## اوایل زندگی
فریرا در محله کوئینز شهر نیویورک متولد شد و بعداً به میوود، نیوجرسی نقل مکان کرد. فریرا اصالتاً برزیلی است و توسط مادر، عمه و مادربزرگش بزرگ شده‌است. مادر و عمه اش به عنوان سرآشپز کار می‌کنند.

## حرفه

### مدلینگ
فریرا در نوجوانی کار خود را با ارسال عکس‌های مدلینگ به یک فراخوان اوپن بازیگری آمریکن اپارل آغاز کرد. او از آن زمان برای برندهایی مانند آئری، آدیداس، آسوس، فوراور ۲۱، اچ اند ام، میس گایدد، و تارگت مدل بوده. عکس‌های روتوش نشده فریرا و یک مصاحبه ویدیویی از او در کمپین آئری در سال ۲۰۱۶ در فضای مجازی پر بازدید شد اواخر همان سال، تایم او را در فهرست ۳۰ نوجوان تأثیرگذار در سال ۲۰۱۶ قرار داد.

### کارگردانی
فریرا موزیک ویدیوی "So Cool" توسط دونیا را کارگردانی کرد. این ویدیو که در مارس ۲۰۱۸ منتشر شد، در زمستان آن سال در کنتیکت فیلمبرداری شد بود.

### بازیگری
فریرا در سریال چگونه رفتار کنیم، سریالی ۱۰ قسمتی محصول شبکه وایس در مورد نحوه آداب معاشرت بازی کرد. به همین دلیل او برنده جایزه وبی برای بهترین شخصیت/میزبان وب شد. او همچنین در سریال اینترنتی شبکه تین وگ به نام جشن بدن حضور داشت که در مورد مثبت‌نگری به بدن بود.
علاوه بر این، فریرا در دو قسمت از سریال طلاق از شبکه اچ بی او نقش الا را بازی کرد و در دو فصل اول سریال سرخوشی این بار هم از شبکه اچ بی او با ایفای نقش کت دبیرستانی یکی از ستارگان سریال بود. در اوت ۲۰۲۲ فریرا اعلام کرد که به دلیل اختلافات ادعایی با سام لوینسون، خالق سریال، برای فصل سوم آن به سرخوشی باز نخواهد گشت. فریرا در مصاحبه ای با پادکست آرمچر اکسپرت در سال ۲۰۲۳ به شایعه اختلاف خودش با سام را رد کرد. او اولین تجربه بازیگرب در فیلم خود را در غیر باردار (۲۰۲۰) در کنار هیلی ریچاردسون برای شبکه اچ بی او مکس بدست آورد و همچنین نقش کوچکی در جواب منفی (۲۰۲۲) به کارگردانی جردن پیل داشت.
در ۲۹ اوت ۲۰۲۲، اعلام شد که فریرا به آریانا دبوز در تریلر روانشناختی آمازون پرایم با نام خانه غنائم خواهد پیوست.

## زندگی شخصی
فریرا خودش را به‌عنوان کوئیر معرفی کرده‌است و از سال ۲۰۱۹ با ال پوکت، نوازنده، در ارتباط است او قبلاً با هنرمند گاس داپرتون قرار داشت.

## فیلم‌شناسی

### فیلم
| سال  | عنوان       | نقش        | یادداشت |
| ---- | ----------- | ---------- | ------- |
| ۲۰۲۰ | غیر باردار  | بیلی باتلر |         |
| ۲۰۲۲ | جواب منفی   | نسی لزلی   |         |
|      | خانه غنائم  |            |         |
|      | صورت‌های مرگ |            |         |

### تلویزیون
| سال       | عنوان         | نقش                 | یادداشت            |
| --------- | ------------- | ------------------- | ------------------ |
| ۲۰۱۸      | طلاق          | الا                 | ۲ قسمت             |
| ۲۰۱۹–۲۰۲۲ | سرخوشی        | کاترین "کت" هرناندز | نقش اصلی (فصل ۱–۲) |
| ۲۰۲۲      | بعد از مهمانی | بید                 | ۱ قسمت             |

### نماهنگ

#### حضور مهمان
| سال  | عنوان                      | هنرمند        | کارگردان        |
| ---- | -------------------------- | ------------- | --------------- |
| ۲۰۱۶ | "مشکلات پسر"               | کارلی ری جپسن | پترا کالینز     |
| ۲۰۱۷ | "پرون، تو بامزه حرف می‌زنی" | گاس داپرتون   | متیو دیلون کوهن |

#### کارگردان
| سال  | عنوان        | هنرمند |
| ---- | ------------ | ------ |
| ۲۰۱۸ | "خیلی باحال" | دونیا  |